# Oròpia
Oròpia (en grec antic ἡ Ὠρωπία) era un districte de frontera entre l'Àtica i la terra de Tanagra, que en principi pertanyia a Beòcia i després va passar a mans dels atenencs. Atenes va lluitar molt de temps per posseir-la i no la van tenir totalment fins que Filip II de Macedònia la va donar als atenencs quan va conquerir Tebes. La capital era Oropos.
El districte era una plana regada per l'Asop (Asopus) i estava separada de la plana de Tanagra per uns turons. Al territori d'Oròpia, prop de la capital, hi havia l'Oracle d'Amfiarau.